# Бадажки
Бадажки (рос. Бадажки) — присілок у Барабінському районі Новосибірської області Російської Федерації.
Входить до складу муніципального утворення Межозерна сільрада. Населення становить 322 особи (2010).

## Історія
Згідно із законом від 2 червня 2004 року органом місцевого самоврядування є Межозерна сільрада.

## Населення
| 1926 | 2002 | 2007 | 2010 |
| ---- | ---- | ---- | ---- |
| 519  | ↘353 | ↗358 | ↘322 |